# Ponta do Sol (Boa Vista)
Ponta do sol é um cabo no noroeste da ilha da Boa Vista, em Cabo Verde. Constitui o ponto mais setentrional da ilha. A localidade de Sal Rei fica a cerca de 6 km a sul, e a colina Vigia a 2 km a sul, a leste fica a praia Ervatão e a praia de Atalanta (onde fica o Cabo de Santa Maria).
O cabo e a área em redor são uma reserva protegida com 467 hectares e que também inclui a parte marítima até 300 metros da costa, sendo que esta parte marítima tem 283 hectares.